# Harry Houdini
Harry Houdini  narozený jako Erik Weisz, později psáno Ehrich Weiss (24. března 1874 Budapešť – 31. října 1926 Detroit), byl maďarsko-americký kouzelník, iluzionista, eskapolog, kaskadér, skeptik, filmový producent, herec a amatérský letec. Přezdívalo se mu mistr úniku a jeho mladší bratr Ferenc Weisz, později známý jako Theodore Hardeen, se též stal kouzelníkem. Svůj pseudonym Harry Houdini složil ze jmen dvou svých známých předchůdců v iluzionistickém umění, jimiž byli Harry Kellar a Jean Eugène Robert-Houdin.

## Životopis
Proslavil se především jako král pout (handcuff king) a byl typickým představitelem oboru eskapády, což znamená únik z různých pout, svěracích kazajek, zašitých pytlů, nebo uzamčených klecí a skříní. Jeho dovednost překonala vše, co bylo v oboru eskapád dosud předvedeno. Ve Washingtonské státní věznici se nechal dokonce uzavřít do pověstné cely smrti. Zakrátko poté, co jej kontrolní úředníci opustili, stál vítězoslavně přede dveřmi. Osvobozoval se z beden, konví, z pout na suchu i ve vodě. V Pittsburghu byl uzavřen ve skleněné kopuli zvlášť k tomu účelu zhotovené, v Detroitu byl spoután a svázán do balíku a vyvěšen na praporové žerdi z desátého poschodí. Ovládal i všechny ostatní obory moderní magie, vystupoval jako iluzionista v různých městech Evropy, a dokonce i v pražském varieté Praha Karlín v roce 1901 ("Král lamačů okovů"). Jeho výraznou aktivitou bylo také pořádání antispiritistických přednášek, při nichž demonstroval triky spiritistů. Pomohl tak díky znalostem moderní magie odhalit více než sto podvodných médií.
Při jedné experimentální přednášce na univerzitě v Montrealu ho nečekaně student W. I. Whitehead udeřil 3-4x pěstí do břicha. Houdini poté odcestoval do Detroitu, kde po jednom z představení, kdy se v zákulisí zhroutil a byl následně převezen do nemocnice, kde mu zjistili prasklé slepé střevo a zánět pobřišnice, byl dvakrát operován (naposledy 29. října 1926) a nakonec 31. října 1926 ve 13.00 zemřel. Za příčinu smrti byl dlouho považován úder do břicha způsobený W. I. Whiteheadem, ale v pozdější době se ukázalo, že zánětem slepého střeva nejspíše trpěl již před příjezdem do Montrealu. Také doktor Robert J. Albo zpochybnil teorii o úderu jako možné příčině smrti, protože je velmi nepravděpodobné, že by k prasknutí slepého střeva došlo následkem úrazu.
V dějinách iluzionistického umění zaujímá osobité místo a o jeho životě a umění byly natočeny tři celovečerní filmy. Popularita tohoto umělce je dodnes tak velká, že především Američané ještě v současnosti – když chtějí říci „vysvobodit se“ nebo „dostat se z těžké situace“ – používají výraz odvozený od jeho jména houdinizovat. V České republice je mu věnována expozice v Divadle kouzel Pavla Kožíška, kde si návštěvníci mohou prohlédnout fotografie a plakáty z Houdiniho legendárních vystoupení a jeho zvětšený portrét, který vyšel na amerických poštovních známkách.

## V kultuře
- V roce 1953 režisér George Marshall natočil životopisný film Houdini s Tony Curtisem a Janet Leighovou.
- V roce 2007 natočila režisérka Gillian Armstrongová film Iluze lásky, inspirovaný právě Houdinim. Hlavní roli zde hrál Guy Pearce a Catherine Zeta-Jonesová.
- V roce 2014, vznikl dvoudílný životopisný film Houdini, v němž roli slavného iluzionisty ztvárnil Adrien Brody, jeho manželku pak herečka Kristen Connollyová.

## Galerie

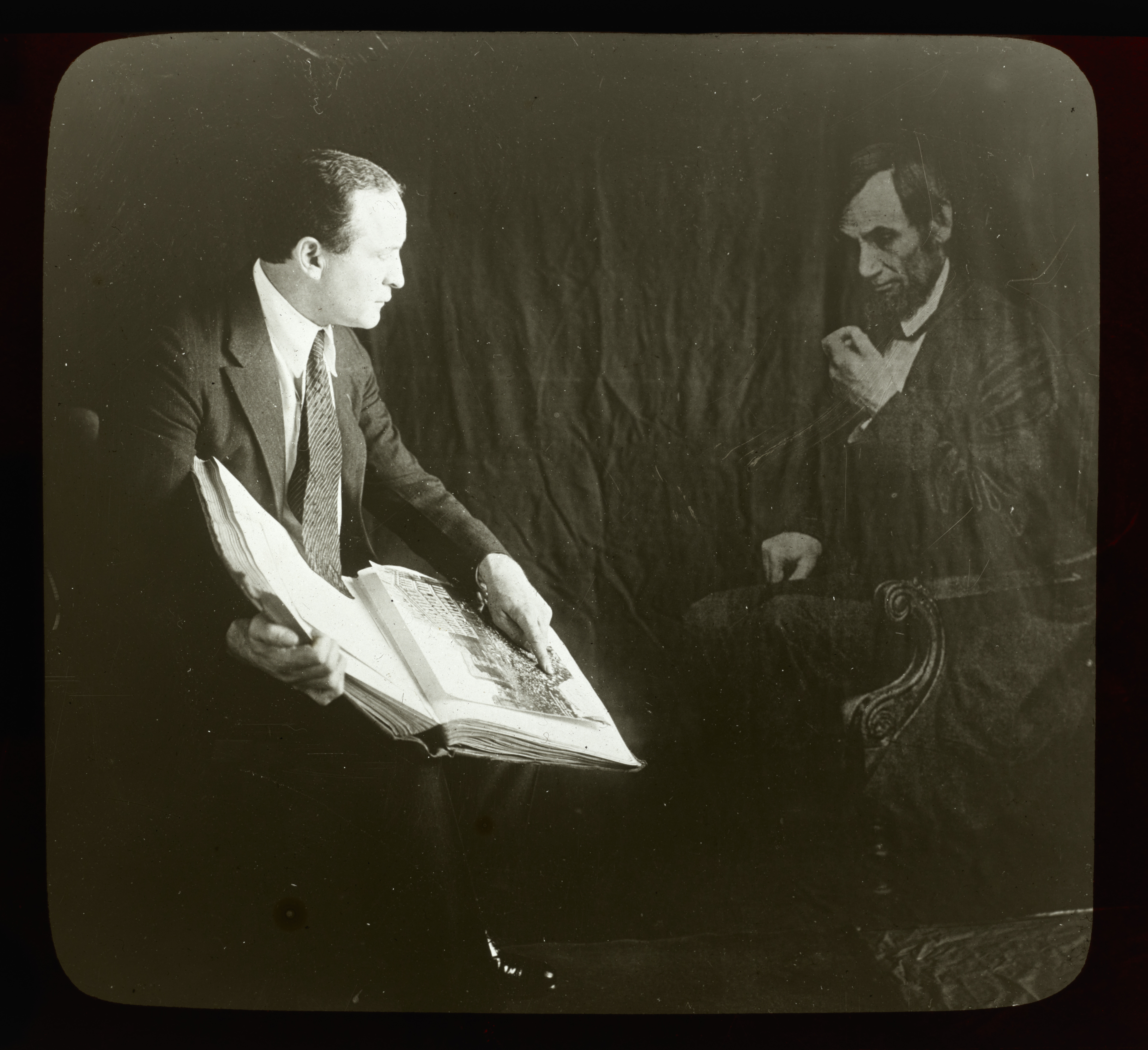
Harry Houdini: Houdini a duch Lincolnův